# Солис, Либорио
Либорио Солис (англ. Liborio Solis), (21 марта 1982 года в Маракай, Венесуэла) — венесуэльский боксёр-профессионал, выступающий в наилегчайшей (до 50,8), во второй наилегчайший вес (до 52,1), в легчайшем (до 53,5), во втором легчайшем весе (до 55,2) и в полулёгком весе (до 57,1).
Среди профессионалов временный чемпион мира по версии WBA (2011—2012). Чемпион мира по версиям WBA, IBF (2013).

## Профессиональная карьера
В мае 2013 года победил решением большинства судей, японца, Кохеи Коно, и стал новым чемпионом мира по версии WBA, в весовой категории до 52,2 кг
3 декабря 2013 года раздельным решением судей победил в объединительном поединке, чемпиона мира по версии IBFДаики Камеду, но Солис провалил взвешивание и хоть победил Камеду, мало того что не выиграл его титул, так же был лишён своего титула по версии WBA.
После этого боя Солис перешёл в легчайшую весовую категорию
4 марта 2016 года в Киото (Япония) провел бой за титул WBC в легчайшем весе (до 53,5 кг) против местного чемпиона проводящего 10-ю защиту титула WBC Шинсуке Яманаки (25-0-2, 17 КО). Бой с обоюдными нокдаунами прошёл всю дистанцию и закончился победой японского чемпиона единогласно:117-107.
В конце года вышел на бой против регулярного чемпиона WBA британца Джейми Макдоннелла (28-2-1, 13 КО) и близко проиграл решением всех троих судей: 117—111, 116—112 и 115—113. Чемпионский комитет назначил реванш после жалобы команды Солиса.
4 ноября 2017 года провел второй бой с обладателем регулярного пояса WBA Джейми Макдоннеллом. В 3-м раунде произошло столкновение головами с серьёзным рассечением на левом надбровье британца, после чего в конце раунда рефери по совету врача остановил бой. Поединок признан не состоявшимся (NC3).
Выдав победную серию из 5 боев вышел на бой против 39-летнего Гильермо Ригондо в феврале 2020 года во втором легчайшем весе (до 55,3 кг). На кону стоял регулярный титул WBA. Первая половина боя осталась за венесуэльцем который перерабатывал традиционно инертного Ригондо. В 7-м раунде усыпленный малой активностью кубинца Солис оказался в нокдауне. Последующие раунды и концовка осталась за Ригондо. Вердикт судей раздельное решение: 115—112 (Ригондо), 115—112 (Солис) и 116—111 (Ригондо).
Последняя попытка стать чемпионом была предоставлена Солису в апреле 2023 года. Наоя Иноуэ перешел во второй легчайший вес оставив пояса вакантными — за пояс WBA в легчайшем весе (до 53,5 кг) сразился Солис и Такума Иноуэ (брат Наойи). Такума без блеска прошёл 40-летнего венесуэльца в вязком сукчном бою без активных действий: 116—112, 117—111 и 118—110 в пользу Такумы.
17 мая 2025 года в Панаме в главном бою вечера встретился с 29-летним аргентинцем Хектором Андресом Сосой (17-3). Солис выходил после почти двух лет простоя в критичном для этого веса и спорта вообще возрасте (43 года). Начало боя осталось за возрастным экс-чемпионом. На удивление он не уступал более молодому сопернику и действовал точнее. C третьего раунда аргентинец увеличил активность и начал забирать бой. Солис хорошо смотрелся в 9-м, но всё равно проиграл середину боя и 10-й раунд. Счёт неофициального судьи: 93—97 в пользу Сосы. Cчёт официальных судей: 93—97 дважды, 91—99.